# Linsengericht
Linsengericht è un comune tedesco di 9 883 abitanti situato nel land dell'Assia.